# Brachypanorpa
Brachypanorpa är ett släkte av näbbsländor. Brachypanorpa ingår i familjen Panorpodidae.
Kladogram enligt Catalogue of Life:
| Brachypanorpa | \| \| Brachypanorpa carolinensis \| \| \| \| \| \| Brachypanorpa jeffersoni \| \| \| \| \| \| Brachypanorpa montana \| \| \| \| \| \| Brachypanorpa oregonensis \| \| \| \| \| \| Brachypanorpa sacajawea \| \| \| \| |
|               | \| \| Brachypanorpa carolinensis \| \| \| \| \| \| Brachypanorpa jeffersoni \| \| \| \| \| \| Brachypanorpa montana \| \| \| \| \| \| Brachypanorpa oregonensis \| \| \| \| \| \| Brachypanorpa sacajawea \| \| \| \| |
|               | Panorpodes |
|               | |
|               | Brachypanorpa carolinensis |
|               | |
|               | Brachypanorpa jeffersoni |
|               | |
|               | Brachypanorpa montana |
|               | |
|               | Brachypanorpa oregonensis |
|               | |
|               | Brachypanorpa sacajawea |
|               | |

|  | Brachypanorpa carolinensis |
|  |                            |
|  | Brachypanorpa jeffersoni   |
|  |                            |
|  | Brachypanorpa montana      |
|  |                            |
|  | Brachypanorpa oregonensis  |
|  |                            |
|  | Brachypanorpa sacajawea    |
|  |                            |